# Scoparia nephelitis
Scoparia nephelitis là một loài bướm đêm trong họ Crambidae.